# Le Chambon
Pour les articles homonymes, voir Chambon.
Ne pas confondre avec Le Chambon-sur-Lignon, commune de la Haute-Loire.
Le Chambon est une commune française située dans le département de l'Ardèche, en région Auvergne-Rhône-Alpes. La commune est créée en 1904 par séparation de Saint-Andéol-de-Fourchades.
Ses habitants sont appelés les Chambonniers.

## Géographie

### Situation et description
Le Chambon est une très modeste commune à l'aspect essentiellement rural du plateau ardéchois. Elle est rattachée à la communauté de communes Val'Eyrieux dont le siège est fixé au Cheylard.

### Climat
Pour des articles plus généraux, voir Climat d'Auvergne-Rhône-Alpes et Climat de l'Ardèche.
En 2010, le climat de la commune est de type climat de montagne, selon une étude du CNRS s'appuyant sur une série de données couvrant la période 1971-2000. En 2020, Météo-France publie une typologie des climats de la France métropolitaine dans laquelle la commune est exposée à un climat de montagne ou de marges de montagne et est dans la région climatique Sud-est du Massif Central, caractérisée par une pluviométrie annuelle de 1 000 à 1 500 mm, minimale en été, maximale en automne.
Pour la période 1971-2000, la température annuelle moyenne est de 9,4 °C, avec une amplitude thermique annuelle de 16,2 °C. Le cumul annuel moyen de précipitations est de 1 441 mm, avec 9,7 jours de précipitations en janvier et 6,1 jours en juillet. Pour la période 1991-2020, la température moyenne annuelle observée sur la station météorologique de Météo-France la plus proche, « Cheylard Sa », sur la commune du Cheylard à 12 km à vol d'oiseau, est de 12,2 °C et le cumul annuel moyen de précipitations est de 1 178,7 mm,. Pour l'avenir, les paramètres climatiques de la commune estimés pour 2050 selon différents scénarios d'émission de gaz à effet de serre sont consultables sur un site dédié publié par Météo-France en novembre 2022.

### Hydrographie
La commune héberge la source de la Dorne, un affluent gauche de l'Eyrieux, donc un sous-affluent du Rhône.

### Lieux-dits, hameaux et écarts
Béléac, Darnepessac (en patois : Dornepessac), Nicoule.

## Urbanisme

### Typologie
Au 1er janvier 2024, Le Chambon est catégorisée commune rurale à habitat très dispersé, selon la nouvelle grille communale de densité à 7 niveaux définie par l'Insee en 2022.
Elle est située hors unité urbaine. Par ailleurs la commune fait partie de l'aire d'attraction du Cheylard, dont elle est une commune de la couronne,. Cette aire, qui regroupe 20 communes, est catégorisée dans les aires de moins de 50 000 habitants,.

### Occupation des sols
L'occupation des sols de la commune, telle qu'elle ressort de la base de données européenne d’occupation biophysique des sols Corine Land Cover (CLC), est marquée par l'importance des forêts et milieux semi-naturels (91,8 % en 2018), en augmentation par rapport à 1990 (84 %). La répartition détaillée en 2018 est la suivante : 
forêts (73,9 %), milieux à végétation arbustive et/ou herbacée (17,9 %), prairies (8,2 %).
L'évolution de l’occupation des sols de la commune et de ses infrastructures peut être observée sur les différentes représentations cartographiques du territoire : la carte de Cassini (XVIIIe siècle), la carte d'état-major (1820-1866) et les cartes ou photos aériennes de l'IGN pour la période actuelle (1950 à aujourd'hui).

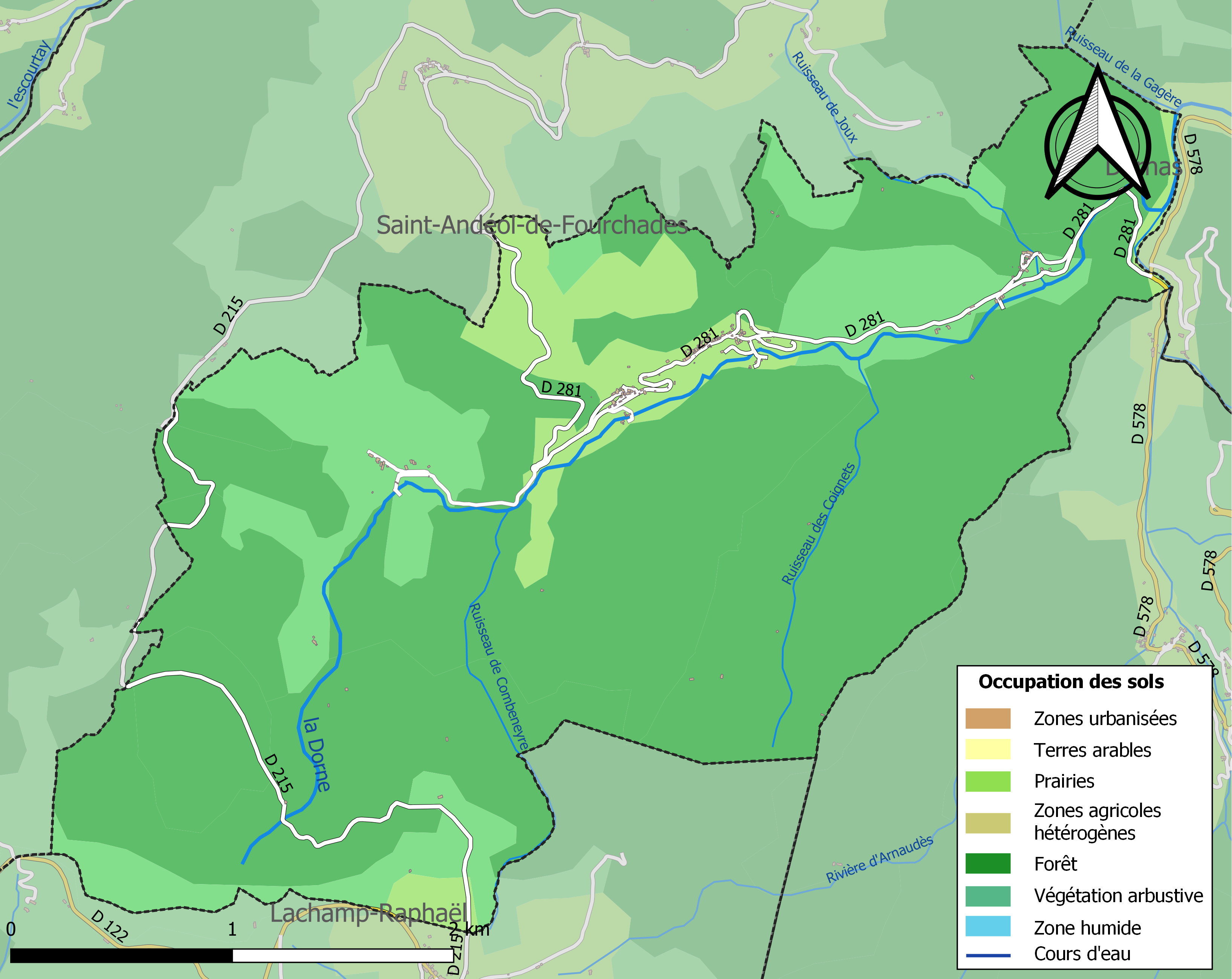
Carte des infrastructures et de l'occupation des sols de la commune en 2018 (CLC).

## Histoire
Érigée en commune distincte en 1904, à la suite de la séparation d'avec Saint-Andéol-de-Fourchades.
Lors de la création de la commune, un projet est élaboré de faire venir la voie ferrée jusqu'au Chambon, en passant par Accons, Mariac et Dornas ; malheureusement, en 1914, le projet fut abandonné en raison du début de la Première Guerre mondiale.

## Politique et administration
| Période                                  | Période   | Identité               | Étiquette | Qualité            |
| ---------------------------------------- | --------- | ---------------------- | --------- | ------------------ |
| Les données manquantes sont à compléter. |           |                        |           |                    |
| Août ou septembre 1904                   | 1907      | Marius D'Abrigeon      |           |                    |
| 1907                                     | 1908      | Pierre Faure           |           |                    |
| 1908                                     | 1910      | Marius D'Abrigeon      |           |                    |
| 1910                                     | 1919      | Louis Courtial         |           |                    |
| 1919                                     | 1927      | Jean-Baptiste Chomarat |           | Moulinier          |
| 1927                                     | 1935      | Joseph Faure           |           | Agriculteur        |
| 1935                                     | 1937      | Joseph Ravaud          |           | Agriculteur        |
| 1937                                     | 1939      | Gabriel Fraysse        |           | Cordonnier         |
| 1939                                     | 1944      | Joseph Ravaud          |           | Agriculteur        |
| 1944                                     | 1945      | Jean Chomarat          |           |                    |
| 1945                                     | 1947      | Joseph Ravaud          |           | Agriculteur        |
| 1947                                     | 1948      | Jean Chomarat          |           |                    |
| 1948                                     | 1970      | Joseph Ravaud          |           | Agriculteur        |
| 1970                                     | 1978      | Raymond Fontanel       |           | Ancien gendarme    |
| 1978                                     | 1989      | Jean Beal              |           |                    |
| 1989                                     | mars 2001 | Charles Maneval        |           |                    |
| mars 2001                                | mars 2014 | Raymond Bourdely       | SE        |                    |
| mars 2014                                | Juin 2020 | Gérard Brun            | SE        | Ancien gendarme    |
| juin 2020                                | En cours  | Nadine Ravaud          |           | Assistante sociale |

## Population et société

### Démographie
L'évolution du nombre d'habitants est connue à travers les recensements de la population effectués dans la commune depuis 1906. Pour les communes de moins de 10 000 habitants, une enquête de recensement portant sur toute la population est réalisée tous les cinq ans, les populations de référence des années intermédiaires étant quant à elles estimées par interpolation ou extrapolation. Pour la commune, le premier recensement exhaustif entrant dans le cadre du nouveau dispositif a été réalisé en 2004.

En 2022, la commune comptait 60 habitants, en évolution de +39,53 % par rapport à 2016 (Ardèche : +2,48 %, France hors Mayotte : +2,11 %).
| 1906 | 1911 | 1921 | 1926 | 1931 | 1936 | 1946 | 1954 | 1962 |
| ---- | ---- | ---- | ---- | ---- | ---- | ---- | ---- | ---- |
| 558  | 571  | 502  | 428  | 432  | 453  | 347  | 280  | 211  |

| 1968 | 1975 | 1982 | 1990 | 1999 | 2004 | 2006 | 2009 | 2014 |
| ---- | ---- | ---- | ---- | ---- | ---- | ---- | ---- | ---- |
| 150  | 97   | 94   | 83   | 74   | 57   | 52   | 56   | 43   |

| 2019 | 2022 | - | - | - | - | - | - | - |
| ---- | ---- | - | - | - | - | - | - | - |
| 54   | 60   | - | - | - | - | - | - | - |

### Enseignement
La commune est rattachée à l'académie de Grenoble.

### Médias
Deux organes de presse écrite de niveau régional sont distribués dans la commune :
- L'Hebdo de l'Ardèche

Il s'agit d'un journal hebdomadaire français basé à Valence et diffusé à Privas depuis 1999. Il couvre l'actualité pour tout le département de l'Ardèche.
- Le Dauphiné libéré

Il s'agit d'un journal quotidien de la presse écrite française régionale distribué dans la plupart des départements de l'ancienne région Rhône-Alpes, notamment l'Ardèche. La commune est située dans la zone d'édition du Centre-Ardèche (Privas - Vallée du Rhône).

### Culte
La communauté catholique et l'église du Chambon (propriété de la commune) dépendent de la paroisse Notre-Dame des Boutières, elle-même rattachée au diocèse de Viviers.

## Culture et patrimoine

### Lieux et monuments
L'église Notre-Dame du Chambon a été construite en 1851. Aujourd'hui elle est décorée par une fresque de la Cène et l'Assomption réalisée par un peintre hollandais. Celui-ci a employé des hommes du village pour figurer les disciples.

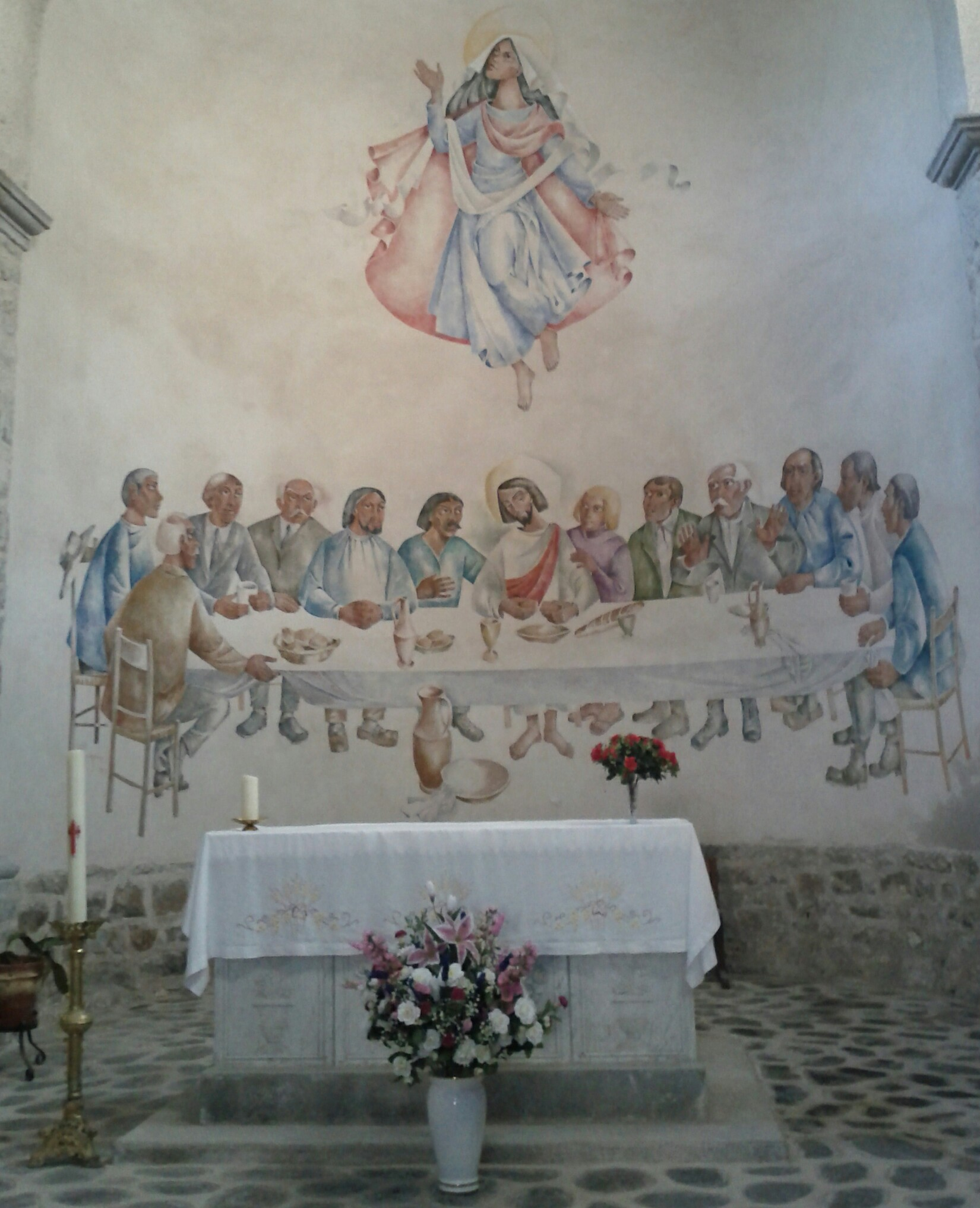
Fresque de l'église du Chambon.

En juillet 2014, une fresque rappelant la Première Guerre mondiale et les morts de la commune est fixée à l'extérieur de l'église. Réalisée par l'ancien maire : Gérard Brun, elle a été inaugurée le 26 juillet 2014.

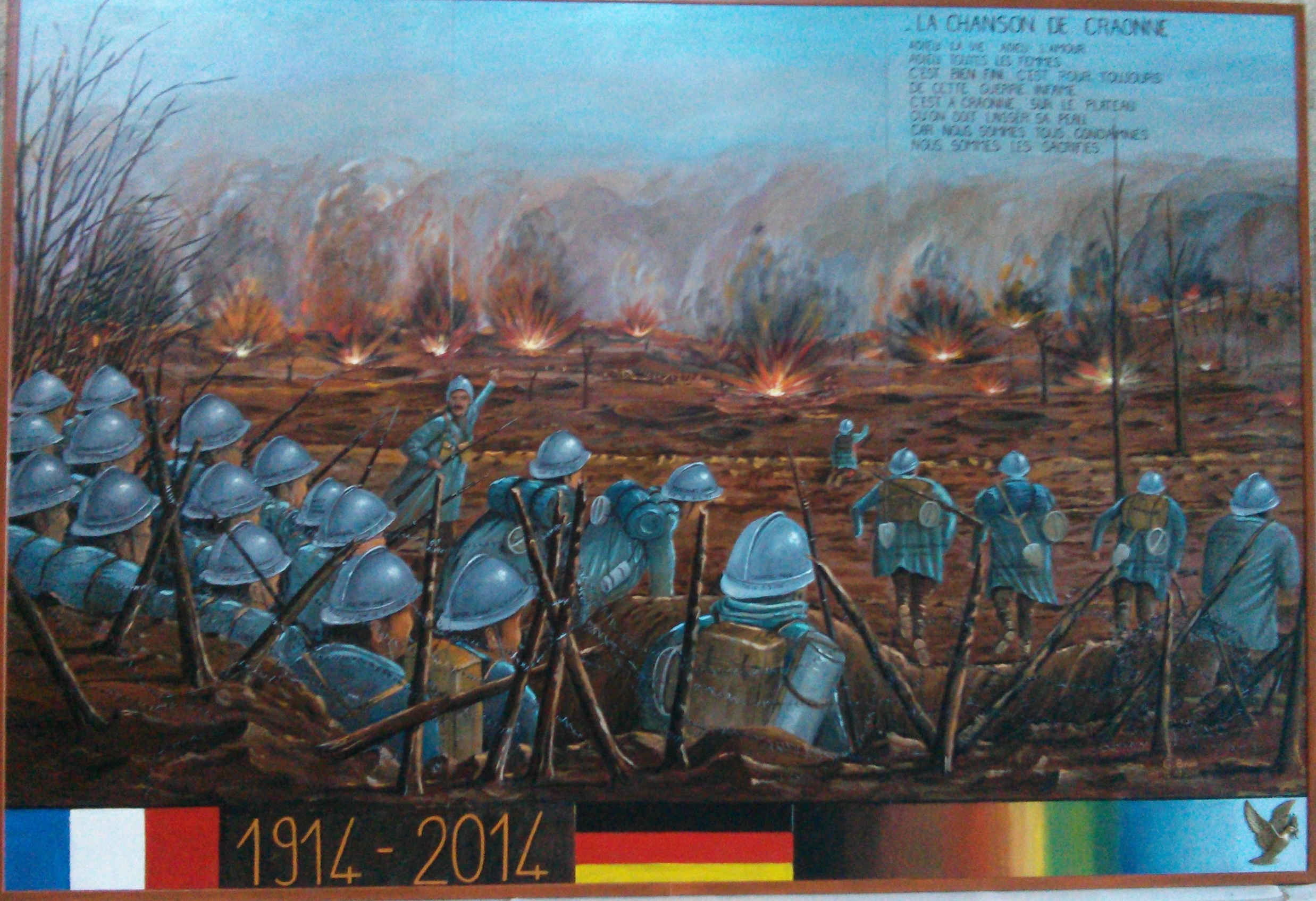
Fresque rappelant la guerre de 1914-1918 au Chambon.

### Héraldique
|  | Le Chambon possède des armoiries dont l'origine et le blasonnement exact ne sont pas disponibles. |